# Julius Brede
Ferdinand Julius Brede (* 1799 oder 1800 in Stettin; † 15. Dezember 1849 in Altona) war ein deutscher Schriftsteller und Schachkomponist sowie der Erfinder eines Stenografiesystems.

## Leben
Brede arbeitete als Buchhalter im Geschäft von G.F. Baur in Altona. Er betätigte sich außerdem als Autor, der unter dem Pseudonym „de Fibre“ schrieb. Gedichte von ihm erschienen in verschiedenen Zeitschriften.
Schließlich gab Brede 1844 unter eigenem Namen eine Sammlung mit selbstverfassten Schachaufgaben heraus. Das Thema einer Aufgabe in dem Buch wurde von Zeitgenossen als Brede-Kreuzschach benannt. Es hat jedoch nichts gemein mit dem heute geläufigen Begriff des Kreuzschachs.
In der Kompositionstheorie wurde vor allem die Anregung Bredes aufgegriffen, dass nicht jeder Zug einer Aufgabe schachbieten solle, sondern die Gegenseite durch schachlose Züge mehrere Verteidigungsmöglichkeiten erhalten könne. Diese Anschauung setzte sich bald durch. Herbert Grasemann würdigte Brede als „geistige[n] Vater“ und „Urvater des Variantenproblems“. Davon abgesehen aber sei er „sonst recht unbedeutend“. Auch Johannes Kohtz und Carl Kockelkorn lobten Brede für die Idee. Diese verleihe „dem Namen Brede eine Bedeutung, die seine Kompositionen ihm nicht haben verschaffen können“.

## Erfinder eines Stenografie-Systems
Julius Brede veröffentlichte 1827 unter dem Pseudonym J. B ein von ihm entwickeltes Stenografie-System. Es erinnert an das System von Ramsay. Jedoch werden die Vokale jeweils silbenweise durch verschiedene Stellungen der Konsonanten angedeutet. Um a anzudeuten, steht der Mitlaut über einer Doppellinie, bei e auf der Linie oben, bei i in der Doppellinie, bei o auf der unteren Doppellinie und u wird durch Stellung unter der unteren Doppellinie angedeutet. Für die Umlaute und Doppellaute gibt es weitere Regelungen. Bredes Kurzschrift gehört zu den sogenannten Stellungs- bzw. Positiosschriften wie zum Beispiel auch das 1886 erschienene Stenografie-System von Catherine Nobbe.

## Werke
- Deutsche Kurz- oder Linienschrift. Eine Unterweisung, Reden, Schriften und Gedanken in deutscher Sprache mit Geschwindigkeit nachzuschreiben. Hamburg 1827
- Keime, Reime und keine (nebst einer Anweisung zum Kodrusspiel). Hamburg 1828
- Almanach für Freunde vom Schachspiel. Altona 1844
- Zauberquadrate und Würfel. Beitrag zur Zahlenlehre. Hamburg 1848